# Dedham Vale
Dedham Vale is een belangrijk natuurgebied, een zogeheten National Landscape, op de grens van de Engelse graafschappen Essex en Suffolk. Het omvat het stroomgebied van de rivier de Stour tussen Smallbridge Farm (circa 1.6 km ten oosten van Bures) en Manningtree.

## Constable
Het gebied wordt ook wel Constable Country genoemd, naar de schilder John Constable die het meerdere malen vastlegde.